# Berkenrijszwammetje
Het berkenrijszwammetje  (Melanconis stilbostoma) is een Melanconidaceae. Het komt voor op berk (Betula).

## Kenmerken
De ectostromatische vruchtlichamen zijn schijfvormig en hebben een diameter van 0,4–2,4 (–2,7) mm. Ze zijn wit of lichtgeel en bruinachtig als ze oud zijn.

## Verspreiding
Het berkenrijszwammetje komt voor in Groot-Brittannië, New York (staat), Zweden, Roemenië, Duitsland, Tsjechië, België en Ierland. Het komt in Nederland uiterst zeldzaam voor. 